# エスカ&ロジーのアトリエ 〜黄昏の空の錬金術士〜
『エスカ&ロジーのアトリエ 〜黄昏の空の錬金術士〜』（エスカ アンド ロジーのアトリエ たそがれのそらのれんきんじゅつし）は、ガストより2013年6月27日に発売されたPlayStation 3用ゲームソフト。
アトリエシリーズの第15作目であり、黄昏シリーズ（大地、空、海）の2作目。2012年に発売された『アーシャのアトリエ 〜黄昏の大地の錬金術士〜』の正当な続編に当たる作品。本作はPS3用アトリエシリーズ初のダブル主人公であり、男女のいずれかを選択することができる。選んだ方の主人公の視点から物語が展開されていく。PlayStation Vita版専用ソフト「エスカ&ロジーのアトリエ Plus 〜黄昏の空の錬金術士〜」は2015年1月22日に発売された。
2014年にテレビアニメ版が放送された。この他にもソフィーのアトリエにはロジーが、フィリスのアトリエにはエスカとロジーがスターシステムにより共にゲスト出演するなど、他方面への派生がある。

## あらすじ
水が枯れ、大地が荒れ、空が濁る黄昏の影響で緑は失われ、作物は育たなくなり人類に滅びの時が近づいていた。空に浮かぶ前時代の遺跡である未踏遺跡の調査を目的に作られた辺境の街、コルセイトはそんな黄昏の時代にあって珍しくリンゴ園が営まれている緑の残る地であった。
ある日、未踏遺跡を調査する未開発地方特別調査局コルセイト支部の開発班に2人の新人役人が着任する。一人はコルセイトのリンゴ園で生まれ育った錬金術士のエスカ・メーリエ、通称エスカともう一人は中央からやってきた同じく錬金術士のロジックス・フィクサリオ、通称ロジー。
同時に2人の錬金術士がやってきた事に沸き立つマリオンであったが、支部に用意されていたのは錬金釜だけだった。エスカの釜を使った調合を行う古式錬金術と中央の錬金術は全く違うもので、ロジーは釜での調合は未経験であり錬金術が使えないという問題が発生する。
そのため、設備が整うまでエスカの調合をロジーがサポートする形で仕事を始める事にした。こうして2人は役人としての初仕事としてリンゴ園の水をくみ上げる風車の修理に取り掛かる。

## システム
以下に主な変更点・追加点を記載する。

### 調合
シリーズおなじみのアイテム作成システム。前作同様、素材ごとに品質や特性の差異などがない理詰めスタイルだが、「分解（後述）」が加わったのでランダム要素も追加されている。
潜在能力や特性、調合スキルの仕様が改められ、比較的調整がしやすくなった。一方で非常にタイトな属性値帯を狙わないと強力な効果が得られないものもたまにあったりする。
また、各装備品に割り当てられたカテゴリが多岐にわたるようになっており、これらを素材にしやすくなっている。
属性値
前作では火・水・風・土それぞれに個別に属性値が存在したが、今作は対象となる属性に同じだけ加算される仕様となった。
調合スキルに「任意の属性値を0にしてそれを他の属性値に分配する」というものが追加されたためか、低く抑えた方が強力な効果を得られるケースが増えている。
属性ボーナス
属性値上昇となっている対象属性全てに、属性ボーナスというポイントが加算される（最大5）。基本的に1つにつき1つだけだが、素材の特性によっては2〜5加算される場合がある。
属性ボーナスは調合スキルを使用するためのコストとして消費される。
調合スキル
アイテムの効力（従来の品質）やCPを増加させたり、作成期間を1日だけ短縮したりなど、前作に比べて種類が大幅に増えている。その反面、一度使ったスキルは再使用不可。
使用にはスキルごとに定められた属性ボーナスを必要とし、属性によって使用できる調合スキルの傾向が異なる。
前作とは異なり、基本的に必要となるコストは属性ボーナスだけで、再投入もCPが割増しになることはない。
- 火属性：CPの増加と素材の属性値倍加。より多くの属性値を得るための効果といえる。
- 水属性：消費CPの割引と属性ボーナスの加算（消費量と同値）。属性ボーナス加算は全体を通して頻繁にお世話になるであろう効果である。
- 風属性：アイテムの再投入・調合期間の短縮・属性値を減らしての他属性値や効力の増加。他の属性に比べて種類が多く、強力な効果を作り出すために非常に重要な効果ばかりとなっている。
- 土属性：効力と作成個数または使用回数の増加。効果は地味ながら便利という、縁の下の力持ちを地で行く。調合の内容に影響しない効果しかないので、専ら最後に使うことになる。
- 全属性：効力の大幅増加に加え、素材の属性値倍加もしくは全属性値1.5倍。強力な効果であるが、全ての属性ボーナスが1または2必要という非常に重いコストを要する。

特性
以前特性として機能していた効果は調合スキルになったため、今回属性ボーナスや効力の増加補正といったものが主体となっている。
特性をプールする「ストックヤード」は丸ごと削除され、影響があるのはその特性を持つアイテムだけとなった。
潜力
前作での潜在能力。
今作では有効となった潜力は全てプールされ、作成完了した時点でPPというキャパシティの範囲内で任意に選択できるようになった。
その反面、PPのマネジメントがとても重要になった他、セットできる枠が5つから3つに減ったため吟味が重要となる。このシステムは本作以降の全てのシリーズに採用されている。
錬成
アーランドシリーズにおける鍛冶に近いシステム。序盤で課題を達成していくことで使用可能となる。
インゴットを使用して作成した鍛冶と異なり、本作では通常の調合に近い扱い。調合との違いは、初期武器を除いて同一カテゴリの武具を素体とする点と作成期間・作成個数はともに1という点。
設定的には「元からある武器に素材を付与することで、その力を無理矢理引き出す」というもの。その割には調合スキルによって増殖可能だが、恩恵だと思ってスルーすべきと思われる。
分解
序盤で使用可能となるシステム。
採取地から持ち帰った「遺物」を分解することで、素材となっているアイテムを入手することができる。また、その遺物がレシピ未入手であれば作成可能となる（この方法でしかレシピを入手できないアイテムは一つしかないが）。
素材アイテムは調合アイテム扱いであり、付与されている潜力はある程度の範囲でランダム。この方法でしか入手できない素材・潜力が多数存在するため、要所要所で使用する必要がある。

### 戦闘
本作は「ロロナのアトリエ」に有った、錬金術士である主人公も攻撃スキルを使えるシステムが復活している。以下、主な特徴を述べる。
隊列
前衛3人に加えて後衛3人を配置できるようになっており、キャラの行動時に自由に入れ替えることができる（ターンは経過しない）。後衛にいる間、少しずつHP・MPが回復する。
交代可能な後衛は位置によって決まっており、移動や効果によってキャラの場所が変化すると交代できるキャラも変わってしまう。
同じ場所に2人以上いる場合、全員その場所に対応する後衛としか交代できないので、とりわけ敵のスキルなどによって立ち位置を変更されると意外と面倒なことになる。
　このシステムの実装に伴い、今作以降は従来のシリーズまでの「仲間の待機先に出向き、そこで仲間を入れ替える」という作業は行う必要が無くなった。
サポート
サポートゲージを消費して、キャラの攻撃時に追撃を行うまたは被弾時に代わりにダメージを受けてもらう。
前衛だけでなく後衛もサポートに参加できる。攻撃には特に制限はないが、防御時にサポートを行える後衛は攻撃を受けるキャラがいる位置に対応した後衛のみ。後衛によるサポート防御を行った場合、その後衛と前衛は入れ替わる。
条件を満たしている場合、このサポート攻撃時に必殺技を使用することが可能（この場合でも行動ウェイトは一切発生しない）。
ストーリーを進めるとサポートの効果を強化することができるようになり、特に攻撃はキャラによって強攻撃・行動順押し戻し・範囲攻撃の3つに派生する。
スペシャルサポート
DLCを除く4人目のメンバー（スレイア/レイファー）が加入した時に解禁される強力なサポート攻撃。
サポート攻撃を続けると画面右上に表示されている「連携率（DamageRate）」が上昇していき、一定以上になったときにサポート攻撃が可能であれば発動できる。発動者が後衛の場合、対応する前衛と入れ替わる。
通常のサポートアタックとは全く異なる特性となっており、総じて与ダメージは通常のサポートの比ではない。
スペシャルサポートを使用する場合、他に行動できるキャラがいてもそこでサポートは終了となる。例外として、ダブルドロー実行中であればさらにダブルドローが発動可能。
ダブルドロー
後半に解禁される、エスカとロジーによる連携攻撃。二人掛かりで攻撃アイテムを使用する（回数は双方消費してしまう）。
エスカとロジーがともに戦闘に参加していて（片方が後衛でも可）、二人のどちらかが攻撃する際にサポートゲージがあれば実行可能。双方が使用する攻撃アイテムを選択することで発動が確定し、サポート攻撃の代わりにダブルドローがセットされる。
実行者は普通に発動するが、ダブルドロー側は演出が変化し、より強力な効果を発揮するようになる。さらに、スペシャルサポートと重なるとダブルドローIIとなり、さらに効果が跳ね上がり、必殺技並みの演出となる（とどめ演出はない）。
サポート攻撃とは異なり、サポートゲージを消費せず途中で敵が全滅しない限りサポートゲージの残量に関わらず発動可能。ただし、ダブルドローではサポートゲージが増加しないというデメリットがある。
スペシャルサポート同様、使用するとその時点でサポートが終了してしまう。
なお、攻撃範囲は実行者の選択したアイテムに依存する。

### 採取
探索調査
素材を採取するか敵を倒すかするとゲージが上昇していく（最大200％）。このゲージを100％分消費することで様々な恩恵を得ることができる。消費するゲージさえあれば使用制限はない。
3つ表示されている中から任意に実行することができ、エリアに出入りするか探索調査を実行するとランダムで実行できる内容が変化する。今回は日数経過の条件が軽いため、探索調査の吟味がしやすくなっている。
調査ゲージは採取地内にいる限り全てのエリアで共有される。採取地を出てしまうと0％にリセットされる。
以下に種類を記載する。
- 遺物回収：前時代に作成された錬金術のアイテムを回収する。3つのシルエット＋大まかなな印象が表示されるので、その中から任意に選択できる。強敵出現とともに、採取地によって内容が異なる。
- 強敵出現：その採取地の適正レベルに比べて高いレベルのモンスターと戦闘になる。「手ごわい」「危険」「無謀」の3つのランクがあり、いずれかを選択できる。遭遇レベルは、採取地に加え主人公の装備品のレベルの総和で変化する。
- 分担採取：現在そのエリアに残っている全ての素材アイテムを回収できる。レア重視か個数重視かお任せかを選択できる。普通に採取する場合の個数＋1～2個入手できる上に時間が経過しないため、単純に便利。
- ○○変異：土地・戦闘・採取数・希少材料・遺物の5つがあり、エリアによって実行できるものが異なる。土地は強敵出現で出現するモンスターのランクが、戦闘は経験値が、採取数は入手できる個数が、希少材料はレア素材入手率が、遺物は遺物の潜力ランクがそれぞれアップする。
- 資料回収：特定エリアでのみ実行でき、前時代に関する資料を回収する。回収した資料に対して再度回収を実行することはできないので、重複してしまうことはない。

日数経過
本作では、採取地における日数経過の条件は「時間経過ゲージ（仮称）が10溜まる」「時間経過ゲージが1以上の場合にエリアを抜ける」のいずれかである。
そのため、採取地・エリアにただ出入りしただけでは日数は経過しない。また、採取地内を移動するだけならば時間は一切経過しない。

### 支部関連
課題
4か月ごとに25個設定される目標。大課題と小課題に分かれており、トゥルーエンドを目指すには大課題の達成が必須となる。
5×5の領域に割り当てられており、大課題は中心、小課題のうち比較的に難易度の低いものはその周囲の8個、難易度が高いものが外枠の16個という配置となっている。
中心の9つは達成してラインができるごとにボーナスが得られるビンゴ式となっている。また、25個全て達成できた場合は主人公のHPまたはMPが増加する(Plus版では加えて更衣室に衣装も追加される。
達成した課題はマリオンに報告することで達成したものとみなされるので、報告を忘れるといつまでたっても恩恵が得られない。
なお、中心の9個を全て完遂するまで残りの16個の条件は開示されない。ただし、条件が開示されないだけでアイテムの使用回数などの実行状況は進行し、達成すれば開示される。
各期の最後15日間になると期末報告が可能となり、これを行うことでその期を終了しすぐさま次の期に移る（依頼もすべて失敗扱いになる）。ただし、第9期終了後は一年間自由期間となり、それまでに出された課題のリストに挑戦可能。恩恵も通常通り得られる。
　因みに、未踏遺跡をクリア出来ないまま終了時期を迎えた場合はバッドエンドのような映像が流れるが、前作と違い、今作は「トトリのアトリエ」同様、ラスボスを倒さなくても一部のエンディングは見られるように設計されている為、満たしてさえ居ればエンディングを選択可能である。
研究
序盤途中で実行可能になる。投資することで調合時におけるPPやCPの増加や経験値の増加、移動・採取所要時間の短縮など様々な恩恵を得ることができる。
研究期間というものはなく、必要な額を支払えば即座に有効となる。
ストーリー進行によって解禁されるほか、課題や依頼の達成によって上昇するランクが一定以上である必要がある。
依頼
前回と違って10日ごとにソールの下に10個の新しい依頼が届く形。ただし、やはりランダム性はなく更新日前後でセーブ＆ロードしても追加される依頼の内容は変化しない。
達成するとお金の代わりにホムンクルスの給料である5種のお菓子をいくつか入手できる。
ホムンクルス
全てのお菓子を20個以上集めることで解禁される、アーランドシリーズのちむに相当するシステム。作中では「支給班」とも呼ばれる。
給料であるお菓子を渡すことで所有するすべてのアイテムを複製できる。複製にかかる期間はアイテムによるが、追加でお菓子を渡すことで期間を短くすることができる。
素材・調合アイテム・攻撃アイテム・回復アイテム・補助アイテムで必要とするお菓子が異なる。
使用アイテム
本作ではアイテムをため込むカゴと爆弾などの使用アイテムは完全に別枠となっており、コンテナからカゴの中にアイテムを入れることはできない。
使用アイテムはそれぞれ1～5のサイズが設定されており、最大5×5の装備枠に入れることで持ち出すことができる（枠は課題の達成によって拡張する）。ちなみに、サイズは調合スキルや潜力によって変動する。
また、各使用アイテムは支部所属のホムンクルスによって複製されている設定であり、アトリエに帰還するたびに使用回数が全回復する。使い切ったとしても消滅しない。
活動費
戦闘と売却を除けば、本作における唯一の金策。
月ごとに支部から支給される開発班で使用できる資金であり、戦闘や調合など活発に行っていれば支給額が増える。
なお、活動費明細には期間中に使用したアイテムの料金が記載されているが、これは減額されているわけではなくむしろ成績という扱いなのでアイテムを使えば使った分だけ支給額が増える。

### その他
ダブル主人公
プレイ開始時、エスカ・ロジーのいずれかを選択することができ、選択したほうがその周回における主人公となる。選択されたキャラは戦闘で常に前衛に固定される。
それぞれの主人公でしか作成できないアイテムがいくつかある他、単独行動時のイベントはそれぞれ異なるものとなっている。
致命的に難易度に差は出ることはないものの、「ジェオシス」などの用語の説明が出る・基礎スペックが若干高め・専用アイテムが比較的扱いやすいといった理由により、1週目はロジーを選ぶのが妥当と思われる。

## 登場人物

### 主人公
エスカ・メーリエ（Escha Malier）
声 - 村川梨衣
本作の女性主人公。15歳。ピンク色の髪に緑色の瞳をしている。身長：158cm、O型。職業：開発班の新人役人。
コルセイトのリンゴ園に住む少女。母ミリアから錬金術を学び、その技術を活かして支部の手伝いをしていたところ、正式に役人として採用される。現在では扱える者が数少ない錬金釜を利用した旧式の錬金術を扱うことができる。元気で明るいがやや天然気味な性格。甘いものが大好きで、旅先で甘いものを食べたいがために錬金術でお菓子を生成して支給班に複製してもらったほど。未踏遺跡に行くことが子供のころからの夢。ロジーと出会った当初は彼を「ロジックスさん」と呼んでいたが、すぐに彼に「ロジーでいいよ」と言われ、それ以降は「ロジーさん」と呼んでいる。お尻には尻尾の装飾品が付いており自動で動く。アニメ版ではこの部分が強調されるシーンが幾つかあり、感情に応じて左右に揺れたり、しおれるように曲がったりする。
「エーテル」と名の付くエネルギー攻撃をスキルとして持つ。ステータスがロジーに比べ若干低めで専用アイテムは軒並みMPなどのコストを必要とするが、自身の3回行動化などの強力な効果を持つ。特に最強専用アイテム「四極天の知恵書」は4属性ダメージを敵全体に与えるというもので、作りこめば作中最強の威力を誇る。ちなみに、ダブルドローIIで使用すると人型兵器スラグを召喚するという演出が発生する。
本作の続編である「シャリーのアトリエ ～黄昏の海の錬金術士～」にも、凄腕の古式錬金術士として登場する。更に「フィリスのアトリエ」ではスターシステムにより子供姿で登場する。
ロジー（Logy） / ロジックス・フィクサリオ（Logix Ficsario）
声 - 石川界人
本作の男性主人公。18歳。身長：173cm、A型。職業：中央の錬金術士。
通称『ロジー』。元々は中央で錬金術の研究をしていたが、飛行船の研究の失敗からコルセイト支部の開発班へとやってきた少年。研究の失敗で飛行士の親友（声：古川慎）を大火傷させてしまったトラウマから、中央で就いていた役職については語りたがらず、どことなく影がある。少々世間知らずで真面目な性格。それゆえ冗談はあまり通じない所があり、ニオの作ったリンゴジャムをパンに付けて食べた際、エスカと彼女が冗談で怒ったり落ち込むような素振りを見せるが、それを本心と受け止め、困惑するニオの頼みを聞いてパンを買いに行った事もある。仕事の際にも常に効率を重視して行動する。錬金釜を利用した調合はできないが、代わりに錬成器・分解器といった最新の錬金器具を扱うことができる。錬成にあたっては乗りやすい箒・前時代技術の詰まったイヤリング・ステッキなど、難儀な注文を受けては頭を悩ませている。最初は飛行船の建造に消極的だったが、エスカに励まされた事で積極的に飛行船建造に取り組む事になる。中央にいたときは研究に没頭して部屋にこもってばかりいたらしい。
武器は錬金剣。発掘された遺物をベースに開発されたものらしい。柄の部分に何かしらのアイテムを装填することで様々な攻撃を行えるほか、攻撃アイテムを切ることでその効果を発動させることができる。また、左手にも同様の機能を持ったものを装着しており、「ブリッツコア」という自然界の力を結晶化したアイテムを装填することで各属性の弾を撃ち出せる。研究者だったので戦闘は得意ではないとのことだが、スキルなどの挙動はとてもそうは見えない。
専用アイテムはほとんど前述のブリッツコア。エスカのものと違ってコストは一切必要とせず、多少の特殊性を有するもののストレートにダメージを与える効果が主体となっているので扱いやすい。最強専用アイテム「タウゼントブリッツ」はその効果の一つに「アインツェルカンプ」とある通り、様々なシリーズのアインツェルカンプを再現した攻撃を行う。
「シャリーのアトリエ ～黄昏の海の錬金術士～」には名前のみの登場であったが、「シャリーのアトリエplus ～黄昏の海の錬金術士～」において、中央より派遣されてきた錬金術士として登場し、エスカと再会する。

### 仲間キャラクター
ルシル・エルネラ（Lucille Ernella）
声 - 本多真梨子
14歳。身長：145cm、A型。職業：開発班の後輩役人。
2年目から開発班へとやってくる。以前は中央で医術を学んでいたため、その方面の知識は豊富。しかし、医術所は古代語で書かれていることが多いにもかかわらず古代語を読むことを非常に苦手としている。その為、過去にはその事について陰で馬鹿にされていた事も有った。礼儀正しく、仕事も懸命にこなすが、やや抜けているところもある。動物に懐かれやすいということで、ホムンクルス達に非常に懐かれている。
実は大規模な商会を営む富豪のお嬢様で、特別扱いされず独り立ちして仕事をするためにコルセイトまでやってきた。何度も手紙を送られる等親からは溺愛されている。ゲーム版では何をしても失敗が多かったが、アニメ版では古代文字の解読が苦手という点以外はゲーム版よりもしっかりしており、頼まれた仕事もすぐにこなし、ロジーからも「こいつ、出来るな」と認められる程(この際エスカは少し落ち込んでいた)。また、ゲーム版では上記のお嬢様という身分をマリオンは既に知っていたが、アニメでは全員がそれを知らず、エスカとロジーがルシルの家にお見舞いに行った際に初めて二人が知った。
武器は医療カバン。中に入っている薬品を投げつけて攻撃を行うほか、注射器をダーツのように投擲する。必殺技は「メディスンブレイク」。薬品の入った瓶に注射器を投げつけて反応を起こしてエネルギー球化させ、それを叩き付ける。とどめ演出では瓶の数を4つに増やして、相互反応を起こして大爆発を起こす（この反応は想定外らしく、急遽カバンを変形させた盾の陰に隠れてやり過ごしている）。
主人公以外のキャラの中で、彼女に限りPlus版にて追加のイベントが用意されている。例えば他のパーティンメンバーは後日談を持って両機種版ともそこでイベントが終了するが、彼女の場合はその後も一回のみイベントがある。
ウィルベル・フォル＝エルスリート（Wilbell Voll Erslied）
声 - 瀬戸麻沙美
18歳。身長：152cm、B型。職業：魔法使い。
前作「アーシャのアトリエ 〜黄昏の大地の錬金術士〜」から引き続き、大婆様からの課題をこなすため、精霊探しの修行の旅をしている。現在は火の王の話を聞いてコルセイトに滞在中。前作同様、魔法使いである事を秘密にしつつこっそりと魔法を使っての人助けも主な職業としており、これでルシルの無くした書類を見付けてあげた。ゲーム版ではニオよりも先に出会い、エスカも彼女を知っていたが、アニメ版ではニオと共に旅をしている最中にエスカらと出会い、初めてお互いを認知した。魔法使いという身分もゲーム版と違い、自ら名乗っている。DLCで追加パーティとして編入可能（plus版ではイベントの進行に従い自動的に参加する）。
武器は箒。前作では様々な小型精霊を召喚していたが、今回は総じて風の王の力を借りての風属性攻撃を主体とする。発動に時間がかかるものの、風の王を召喚して攻撃する「ウィンドコール」は非常に強力。必殺技は「プライマルコール」。風の王を召喚して物理攻撃を行う。とどめ演出では巨大な魔法陣を展開して、光線を放つ。
「シャリーのアトリエ ～黄昏の海の錬金術士～」にも引き続き登場し、「黄昏シリーズ」全てに登場するキャラクターの一人。
アウィン・サイドレット（Awin Sidelet）
声 - 赤羽根健治
20歳。身長：175cm、B型。職業：技術班の整備士。
エスカの従兄妹にあたるが、幼い頃から一緒だったためエスカからは「お兄ちゃん」と呼ばれ慕われている。仕事は専ら煙突や建物などの設備の修繕。気球が配備されてからはその整備も担当する。背負って持ち歩くような大槌で机や棚などを作れるという驚異の器用さを誇り、要望を伝えればちゃんと作りこむので住人の評判はいい。しかし、思い付きを誰の許可も取らず勝手に実行しては失敗し、ヘイジマン班長やソールに叱られるということが度々発生している。「世界の果て」へと辿り付く事を夢見ている。
武器はハンマー。ただのハンマーではなく、放電・放熱というギミックが内蔵されている。リンカと同じ重戦士タイプで、足は遅いが使いやすい攻撃スキルが揃っている。必殺技は「∞スパイラル」。その場でハンマーを改造してドリル付きの杭を実装、ハンマーの動力で回転させて射出する。とどめ演出では射出したドリルに追いついてハンマーを再連結し、さらに回転を加えて零距離射出によって風穴を開ける。
スレイア・ヘーゼルグリム（Threia Hazelgrimm）
声 - 喜多丘千陽
26歳。身長：167cm、B型。職業：歴史研究家。
支部への協力者としてやってくる、歴史調査の専門家。仕事の虫であり、没頭すると食事・睡眠すら時間の無駄だとろくに取らないこともしばしば。家事が全くできないため、助手を欲しがっている。マリオンとは中央にいた頃からの友人。なお、前作に登場したキースグリフの姪であり、叔父の起こした錬金技術の破損事件によって家系が責任を担わされた境遇を体験している。しかし、本人はそれを恨んだりせず、古代の歴史が未来に希望を齎すかそうでないかを探っている。後に叔父のメモ帳を発見し、コルセイトの遺跡について新たな論文の執筆を行うことになる（叔父のおかげなので若干気に入らない様子であるが）。レイファーとは遺跡に対する思想の違いから反目し合っているが、決して嫌っているという訳ではなく自分からよく話しかけているらしい。
マリオンを飲みに誘うイベントがあるが、中央にいた頃は仕事のストレスが限界に達したマリオンがスレイアを引っ張って飲みに連れ出してばかりだった。
武器はイヤリング。ただのイヤリングではなく、ロジーも説明されてもよく分からない前時代の技術が詰め込まれている代物。攻撃時に照準のようなものが宙に浮かぶのが特徴である。彼女の勝利ポーズ時に新たに取り出しているので使い捨ての模様。必殺技は「エンシェントジェム」。相手周辺に複数の照準を展開し、それ目掛けてイヤリングを投げつけてダメージを与える。とどめ演出では相手を亜空間に閉じ込めて爆発・消滅させる。全体的に叔父であるキースと似た演出となっている。
レイファー・ラックベリー（Reyfer Luckberry）
声 - 増谷康紀
32歳。身長：178cm、AB型。職業：トレジャーハンター。
気ままに宝を求めてさすらうトレジャーハンター。ハリーと行動を共にしていた。後に開発班への協力者となる。開発班の誰もが気付かなかった隠し部屋を勘で見つけるなどその腕前は確かで、コルセイトに来る前に支部が一軒買えるほどのお宝を見つけている。しかし、金を使うタイミングには極めてシビアであり、自分の生活に関してはかなり質素に済ませる倹約家。元々はとても貧乏な村の出身で、パンを一つ持って逃げ出し、ある時トレジャーハンターの師匠と出会って現在に至っている。その師匠の言葉から、ため込んだ資金を思わず使いたくなるような夢を探している。また、不当な採掘をする気はないなど軽薄そうな態度に反し真面目なところもある。スレイアに対しては美女と評しつつも、学術的価値のある遺物を「お宝」と一纏めにする遺跡に対する価値観の違いから度々喧嘩をしている。
トレジャーハンターというロマンよりな（無職一歩手前な）職業に就きながらも意外にもリアリストな面を持つ。遺物に関しても「便利な道具を持ちながら滅びた連中の遺物の価値を問うなどくだらない」という考えから、トレジャーハンターでありながら「お宝」である遺物に対して価値を見出していない（価値をつけるのはそれを欲しがる人間、というスタンス）。
武器はライフル銃。曰く「一人旅で怪我を負うのは危険だから、威嚇も出来て遠距離攻撃ができる銃がいい」とのこと（弾丸の費用はばかにならないが、金で勇気を買っていると語る）。火属性または範囲攻撃という偏ったスキル構成となっている。必殺技は「ガンズカーニバル」。すさまじい勢いでライフル弾を叩き込み、最後にジャンプショットで締める。とどめ演出では巨大なライフルを使って遠距離から撃ち抜くという形に変化する。
「シャリーのアトリエ ～黄昏の海の錬金術士～」の登場人物の一人。
ミーチェ・サン・ミュッセンブルク（Micie Sun Mussemburg）
声 - 村中知
14歳。身長：157cm、A型。職業：中央監査局の監査官。
幼くして中央監査局に務めるエリート。物語中盤からコルセイト支部へ監査官として赴任する。カトラに対して好意を持つ様になるが、アプローチが迂遠すぎて全く気付いてもらえない（好感は得ている模様）。先生を尊敬しており、事ある毎に薔薇を取り出して先生からの言葉を引用する。DLCで追加パーティとして編入可能。
若年ながら高い実務能力と戦闘能力を有し、真面目でエリートであることを鼻にかけない丁寧な態度、と基本的に有能な人物。一方で、ロマンチスト気質で思い込みが激しく客観性に乏しいという欠点があり、他者への配慮が欠けていることがままある。また、自分の意見に対する評価が甘く、アウィンとは別ベクトルで人の忠告をあまり聞かない。
武器は2本の細剣。演出だけでなく、連続行動やWait増加など効果にもスピーディな要素がみられる。ちなみに、よくバラの花が舞う。必殺技は「ソードエンソード」。両手に細剣を持ち、高速で切り裂く。とどめ演出では敵を宙に跳ね飛ばし、超スピードで全天から突進を連続で見舞う。
カトラ・ラーチカ（Katla Larchica）
声 - うのちひろ
12歳。身長：145cm、O型。職業：雑貨屋の店番。
市街地で露天商をしている少女。大手に対抗できず雑貨屋を潰してしまった両親に代わり、雑貨屋の復活を目指している。しかし、雑貨屋とは名ばかりに瓦礫・紙屑・木片などを商品として売る、そこらへんの石で自作したアクセサリーを出鱈目を語って売りつけようとする、希少品だと気づかずに格安で売ってしまう、逆に必要そうなものだと分かるとあまりに非常識な値段を提示する、と少々問題がある。商品の仕入は両親が担当しているが、面白そうなもの（真っ当な品だと大手に敵わないため）を主体に仕入れている。前述の通り、商品はガラクタが多数なのでエスカたちやウィルベルなど特殊な用途や掘り出し物目当ての人しか買っていかない様子。途中、ハリーから支援の申し出を受けるも、生活支援のみ受けることにするなど相応に誇りをもって商売に挑んでいる。DLCで追加パーティとして編入可能。
武器はステッキ。マジックハンドが仕込まれている。スキルではもっぱらカバンの中の何かしらのアイテムを使って戦う。必殺技は「ラストバザール」。カバンに詰め込まれた大量の打ち上げ花火状のアイテムで爆撃を行う。とどめ演出ではどうやってか取り出した大筒に敵を詰め込み、空に打ち上げて爆散させる。
「シャリーのアトリエ ～黄昏の海の錬金術士～」の登場人物の一人。
リンカ（Linca）
声 - 小清水亜美
24歳。身長：160cm、A型。職業：開発班の班長補佐。
前作から引き続き登場。本作では遠征討伐の任務にあたっており、支部にはいないことも多い。前作から引き続きの登場となるが、行動・言動の常識外れっぷりは相変わらず。後輩のエスカ・ロジーに何とか先輩らしさを見せようとするが、大抵は空回りしている。同じ顔と姿をした8人姉妹（のような存在）の末っ子である（TV第7話）。今作でもやはりマリオンが居なければまともに行動出来ないが、終盤に書類を一人で作成するなど少々の成長が描かれた。
武器は大剣。前作に引き続き、地面をこすりながら振るう。アウィン同様重戦士タイプで、攻撃力は全般的に高いが素早さとMPが低い。必殺技は「グラビティクロス」。全身に影が差し、目を赤く輝かせるというバーサーカーばりの演出の後、左右に大振りで薙ぎ、締めに切り上げる。とどめ演出では最後の一撃がその場で何回転もして遠心力を加えた横薙ぎに変化する。
サン姉さん
本作で登場する別のリンカ。三番目なのでリンカにサン姉さんと呼ばれていた模様。上記のリンカと瓜二つだが、こちらは目の色が赤い。下戸なリンカと違い、大酒のみで陽気な性格。姉妹の中でリーダーだったらしい。リンカと同じ格好をして酒場でのツケを押し付けるという悪質なただ食いを行うが、特に敵意はない。リンカも彼女に対しては多少なりとも心を許しており、強く突っぱねることはしない。なお、アニメ版では「アーシャのアトリエ ～黄昏の大地の錬金術士～」に登場した「一番目」もほぼ同じタイミングで現れる。 「シャリーのアトリエ ～黄昏の海の錬金術士～」には8人姉妹の「七番目」が登場する。

### その他のキャラクター
ソール・グラマン（Solle Grumman）
声 - 松原大典
20歳。身長：172cm、A型。職業：支部の経理担当。
支部の予算を管理している。予算の無駄遣いは一切許さない厳しい性格で、淡々と駄目出しをしてくるので書類作成が苦手なエスカに恐れられている。大の甘党でお菓子作りが趣味で、支給班のホムンクルスへの給料にもなっている。アウィンとは同期で、物事への考え方は正反対ながらも仲が良い。コルランド支部長の息子であるが、かつての厳しい行いのせいで「父さん」と呼ぶ事ができず、改善を試みるコルランドに食事に誘われても胃が悲鳴を上げてしまっている（本人も努力しようとはしている）。ちなみに、父親と比較されるのが嫌という理由で支部長には断じてなりたくない模様。甘党なのも、唯一コルランドに取り上げられなかった嗜好品なため。また、支部に多大な出資をしてくれているハリーのことを「先生」と呼び慕っている。
「シャリーのアトリエ ～黄昏の海の錬金術士～」の登場人物の一人。
マリオン・クィン（Marion Quin）
声 - 植田佳奈
26歳。身長：150cm、A型。職業：開発班の班長。
中央の役人だが、前作の異国での調査任務を終え中央に戻った矢先、当時はまだ班員のほとんどいなかったコルセイト支部の開発班班長に任命されてしまう。上からの理不尽な指示に文句を言いつつも、真面目に仕事をこなしている。全く減らない書類に頭を悩ませ、エスカらとの定例会議を息抜きとしている有様である。20代後半になったせいか、結婚や加齢に対して若干の焦りがみられる。知り合いのスレイア曰く「抜けているようでそつがない」という通り、事務能力だけでなく戦闘技術も卓越していて弱点が全く思いつかないというスーパーウーマンである。前作の時代に既に一緒に行動する事の多いリンカの事を自分の子供のように見ている説があり、リンカの欠点を話す時には落ち込むどころか得意げに話したり、いざリンカが自分で書類を作成した時には逆に寂しさを感じ落ち込んだりしている。前作ではリンカの口から「可愛い物に目が無い」という性格が公言されておりマリオン本人も魔物のフルーツハムスターをかなり可愛いと思っていたが、今作ではそのような描写は出て来ない。
エスカの事は、ゲーム版では「ちゃん」付けで呼んでいるがアニメでは呼び捨てで呼ぶ。又、アニメ版ではかつてのエスティ・エアハルトのように素敵な男性との出会いが無い事も不満がっている様子でスレイアに愚痴をこぼす事も。
弱点らしい弱点はなく、リンカすら返り討ちに出来る程の実力を持っているものの年齢と婚期について、仕事の増加には敏感なのは皆も知る事のようで、弱点探しの際も仕事が増えれば悲鳴を上げ、結婚の話をすれば凹むからそれが弱点だと指摘されている。
コルランド・グラマン（Colland Grumman）
声 - 藤沼建人
47歳。身長：184cm、A型。職業：コルセイト支部の支部長。
真面目で有能な支部のトップ。自分にも他人にも厳しく、周囲からは恐れられている一方で、人望は厚い。ソールの父親で、日頃から息子に対して厳しく指導してきた結果、妻との喧嘩もあって後悔の念を抱いている。ソールの心情を聞いたことで歩み寄ることを決意、度々食事に誘うなどしている様子。
実は自分がコルセイトの発展に貢献できているか悩んでおり、クローネにこっそり悩みを打ち明けている。
デューク・ベリエル（Duke Beriel）
声 - 小山剛志
47歳。身長：181cm、B型。職業：酒場の親父。
酒場「竜の拳」の店主。ガタイの良さをそのまま表した豪快な性格で提供する料理も豪快そのもの。元は支部の討伐班に在籍していたが、老竜アルテゲヴァルトの討伐任務中の事故により引退し、酒場を経営するようになる。コルランドとは同い年で一緒に仕事をしていた頃もあり、悪態をつき合いながらも仲が良い。
店主の豪快さとデカ盛りメニューのおかげで客が殆ど男性であり、男臭くてかなわない、かわいい女の子がいないと愚痴りながらも、彼を慕う常連のおかげで繁盛している。
一度女性客を呼び込むために女性向けメニューを考案し、スイーツを振舞ったが相変わらずのデカ盛りであった。
年々作物が収穫できなくなり、食事の質も量も下がって若者がうまいメシを知らない事を嘆く等、食事に対する思いは熱い。
ニオ・アルトゥール（Nio Altugle）
声 - 伊瀬茉莉也
15歳。身長：154cm、A型。職業：旅の薬士。
異国からやってきた薬士で、現在はエスカの家に滞在している。前作の主人公ことアーシャの妹。前作での経験から、不思議な声を聞くことが出来る能力を持つ。ある理由から、未踏遺跡について調べている。エスカとは同い年だが、エスカは彼女を「自分より大人っぽい」と見ており「さん」付けで呼んでいる。アニメではゲーム版と違い、エスカが毒性の植物を触り動けなくなっていた所をウィルベルと共に現れる形で初めてロジー含む二人と遭遇し、薬を投与してエスカの毒を治療してあげた。
plus版ではウィルベルと同時に参戦するようになる。ただし、それにあたって指名手配犯と同じ苗字はまずいということで知り合いであるスレイアを後見にニオ・パナトゥールと名乗る（パナとは姉妹が飼っている牛の名前）。
武器は調理器具。回復スキルを得意とする。必殺技は「お姉ちゃんの贈り物」。おそらくはアーシャにもらったであろう、メガクラフトなどの攻撃アイテムを投げつける。とどめ演出では、最後にテラフラムを投げつけて締める。
他のキャラとは違い専用のイベントやエンディングは用意されていない。
クローネ（Clone）
声 - 山村響
年齢不明。身長：164cm、血液型不明。職業：リンゴ園の管理人。
古くからコルセイトのリンゴ園を管理しているオートマタ（機械人形）の女性。喋っている途中、時折単語で区切る癖がある他、「あらあら」という口癖もある。この口癖は区切る癖を誤魔化すためにエスカが提案したもの。太古の錬金術によって900年前に創られており代々、エスカの家系とともに生きてきた。幼くして母を亡くしたエスカにとっては、母親のような存在。同時に、長年に渡って街で生き続けたため、デュークさえも子供扱いするという町のお母さんでもある。長きに渡り人と関わり続けた結果、人間と全く変わらないほどの表情を有する。かつての親友だったフラメウとの境遇から、錬金術には関わりたがらない。なお、幼い頃のエスカに対して読んであげた絵本は、クローネの過去の経験から基づいて描いた物語で、ゲーム中のイベントで度々読んでくれる。ちなみに、最終話自体はクローネ自身ではなくエスカの母が書いた内容で、クローネの過去の記録は9話までで完結している。
オートマタそのものの存在が非常に珍しく、中でも稼働状態にあるものは中央にすらないためロジーはクローネに出会った時は驚いており、エスカもクローネがオートマタである事を驚かれないように隠そうとしていたが、街の人間は当たり前のように接している。本来なら中央に接収されてもおかしくないがコルランドが上手く取り計らっているらしい。
あまり細かくは語られないが、コルセイト地下にあるという「培養槽」なる施設の管理者。これら前時代の遺跡は管理者が不在となると機能が停止してしまうらしい。
名前については、エスカ編では冒頭から登場し、この時点では開示されていないが、エスカの様子を見に支部に行き、そこから戻って来てエスカらと合流した際に初めて明かされる。ロジー編ではリンゴ園に初めて二人で訪れた際に登場し、こちらは登場当初から名前が明かされる。
ハリー・オルソン（Harry Olson）
声 - 真殿光昭
40歳。身長：175cm、O型。職業：謎の冒険家。
かつてはある都市で大きな商会のオーナーを務めていた人物。現在は私財をつぎ込んで自称「学術的研究の旅」をしている。コルセイト支部のスポンサーであり、カトラの生活支援なども申し出ている。
ウィルベルと共に、「黄昏シリーズ」全てに登場するキャラクターの一人。
大婆様
声 - 平尾明香
ウィルベルの大婆様（高祖母)である大魔法使い。
火の王
声 - 吉川未来
火を司る一番強い精霊。祭壇から自身の力の源である宝玉を奪われた事で機嫌を損ねていたが、細かい事を気にしない性格でエスカが新たに作成した宝玉が祭壇に戻った際にはすっかり機嫌を直した。DLC購入によって追加される追加イベントでウィルベルと契約する。アニメ版では原作と同様の場所に温泉旅行に来たエスカ一行に襲い掛かったが、ウィルベルの活躍により大人しくなった。
フラメウ（Flameu）
声 - 阿久津加菜
年齢不明。身長：140cm、血液型不明。職業：謎の少女。
コルセイトの遺跡にてエスカ・ロジーと出会うことになる謎の少女。その正体は900年前に強制的に大地を再生させる施設「ジェオシス」の管理者にされた存在で、クローネのかつての親友。現在では未踏遺跡と呼ばれているジェオシス一号機内で眠りについている。今では記憶が薄れ、肉体自体もほとんど消えかかっている。薄れゆく記憶の中でそれでも忘れてしまった「約束」の為にジェオシスを起動させる事で大地を再生させようとしている。エスカ・ロジー達が未踏遺跡に到達したことで覚醒、時間稼ぎをさせた後にジェオシス自体を落下させる事で起動し、大地を再生させようと試みるが、最終的にエスカ達との戦いに敗れ、クローネに励まされた事で元の穏やかな記憶を取り戻した。その後、今の時代で生きていく事に希望を抱きながらエスカ達と友達となり彼らの前から姿を消す（別のジェオシスに移動したとのこと）。なお、クローネの描いた「はちどりひめのだいぼうけん」の主人公である「はちどりひめ」は彼女がモデルとなっている。
本来、彼女の目的である約束の内容は「大地が枯れていく理由を調べる」というものであり、作中での行いとは齟齬が見られるがジェオシスとの融合の影響なのかは不明。
アーシャ・アルトゥール（Ayesha Altugle）
前作の主人公で、ニオの姉。
本編には登場せず、ニオやウィルベル、ハリーの話の中でのみ語られる。ただし、アニメ版ではニオの回想でその姿を確認することが出来る。
とある遺跡を訪れた際、その遺跡が崩落しやすくなっているために立ち入り禁止だった事を知らずに探索し全壊させてしまったため、現在は遺跡荒らしとして中央から追われている。
ニオ曰く、キースとは「錬金術の会話に固有名詞が全くない」「お互いがお互いの欲しいものが分かる」など熟年夫婦のようだと評されている。また、ウィルベルからは「アーシャ以上の美人は見たことがない」ともされ、今作でハリーが旅に出る原因を作った張本人でもある。

## 用語
前時代
何かの事態によって滅んでしまった、高度な錬金術の技術を有していた時代。精密な金属部品や銃など、現在でも生成が容易ならざるものは遺跡からの発掘品に頼っている。
ゲーム中での中央に当たる国がいくつも存在していて、キースグリフの研究の結果錬金術を応用しての兵器開発などが行われていた事から複数の国が長い間争っていた事が分かっている。そのため滅亡したのは争いの末の自滅だと思われていたが、ジェオシス関連の施設にて前時代後期において様々な国が手を取り合って共同で兵器以外の、動植物のような環境についての研究を行って黄昏を食い止めようとしていたにも拘らず滅んでしまった可能性が示唆されている。
滅びの影響なのか、コルセイト西端などには突如大地が消えて雲海が広がっている「存在しない土地」というものが存在している。様子としては、アルトネリコシリーズの地表に近い印象がある。
錬金術
前時代から存在している錬金釜を使った旧式錬金術と中央などで使われている新式錬金術がある。前時代の技術であり既に失われてしまったが、近年再発見されて盛んに研究が行われているものの、まだオートマタ等を生み出した過去の高度な錬金術には到底及んでいない。
旧式は血統や才能に依存するため技術者人口が少ないのに対し、新式では旧式錬金術を応用して専用器具と計算式などによって汎用性と安定性を高めることで勉強さえすれば誰でも使えるようにしたものである模様。両者は根は同じではあるが錬金術士にも調合にも互換性はなく、錬金釜の調合が出来るエスカにとってロジーの新式錬金術は難しい言葉と数字ばかりでよく分からない物である一方、新式を扱うロジーには感覚とセンスで素材を釜に入れると出来上がるエスカの錬金術はさっぱりであった。ただしやり方は全く違えど同じものを作る事は可能で、新式用に引いた設計図を基にイメージを作り上げて釜で調合する事も出来る。
また、旧式は釜一つあれば術者次第で何でも作れる一方新式は目的に応じて使い分ける専用設備を必要とし、例えば爆弾なら爆弾専門の錬金術士が爆弾専用の設備で調合を行うように専門分野が細分化されていて、設備に合わない調合は出来ない。その代わりきちんと設計図と計算通りに出来上がるため安定して、高品質なものを量産する事も可能。
過去の文明が高度な錬金術を駆使し、繁栄していたため現在でも錬金術の発展は生活水準を向上させ人々の役に立つと考えられているが、錬金術の発展は争いを生み出すばかりで滅亡した前時代と同じような道を歩みつつあり、キースグリフは真理を追究しない紛い物の錬金術を非難し、それを正さないと再び滅亡してしまうと警告を発していた。
なお、ジェオシスのような遺跡は、開発に関わった錬金術師の一族を制御素体として取り込む必要がある。そのため、前作で登場したイグドラシルはアーシャの先祖が関わった可能性が高い。
ジェオシス
世界中で見られる謎の遺跡の総称。一号機はコルセイト地方で開発された。その特徴は、作物が育ちにくい世界状態にもかかわらず周辺では草木が生い茂っていること。
ジェオシスは草木を活性化させて自然を回復させるための研究施設であった。しかし、一見緑がよみがえったように見えるのは実は周辺の土地からエネルギーをかき集め、施設周辺に集中させただけで、ジェオシスから離れた土地ではエネルギーが失われ砂漠化が進行してしまっており本来の目的を果たしているとは言い難い。
その特性から、はちどりひめのだいぼうけんに登場する「じょうろ」とはジェオシスのことであると思われる。さらにそこからすり合わせると、ジェオシス開発後にフラメウが大地の調査をしている間、人間が安易な環境再生手段であるジェオシスを量産してしまう。そして、いくら危険性を説いても放棄してくれないことに業を煮やした結果、フラメウは人間を見限ったという流れが考えられる。

## 主題歌
オープニングテーマ「ミルク色の峠」
作詞・作曲 - 中島優美 / 歌 - チリヌルヲワカ
アバンタイトルテーマ「あめつちのことわり」
作詞・作曲・編曲 - 菊田裕樹 / 歌 - 霜月はるか
エスカイベントテーマ「りんごのねごと 〜 Ring on one, go to...」
作詞・作曲・編曲 - 柳川和樹 / 歌 - 天乙准花
ロジーイベントテーマ「空の傷痕」
作詞 - 青木香苗 / 作曲・編曲 - 阿知波大輔 / 歌 - Annabel
ワールドトラベルテーマ「回遊魚の原風景」
作詞・作曲・歌 - 南壽あさ子 / 編曲 - 湯浅篤
イベントバトルテーマ「崇めよ、我は神鬼」
作詞・作曲・編曲 - 下田祐 / 歌 - 霜月はるか
インフィニティーバトルテーマ「Sky of Twilight」
作詞 - 下田祐 / 作曲・編曲 - Shade / 歌 - いとうかなこ
シークレットテーマ「約束」
作詞・作曲・編曲 - 下田祐 / 歌 - 杉並児童合唱団
ファイナルバトルテーマ「蜂群崩壊症候群 -Colony Collapse Disorder-」
作詞・作曲・編曲 - 下田祐 / 歌 - 杉並児童合唱団
バトルフィニッシュテーマ「無限大クロニクル」
作詞 - UYU / 作曲・編曲 - 阿部隆大 / 歌 - ACRYLICSTAB
ストーリーエンドテーマ「Pluie」
作詞・作曲・歌 - Rurutia / 編曲 - Rurutia、TAKA SATO
エンディングテーマ「甘いご褒美」
作詞・作曲 - 中島優美 / 歌 - チリヌルヲワカ

## 漫画
『電撃マオウ』（KADOKAWA アスキー・メディアワークス）2013年12月号より2015年1月号まで連載。作画は阿倍野ちゃこ。
1. 2014年3月27日発売 ISBN 978-4-04-866400-4
2. 2015年1月27日発売 ISBN 978-4-04-866989-4

## テレビアニメ
2014年4月より6月まで放送された。アトリエシリーズでは初のアニメ化。アニメーション制作は『きんいろモザイク』のStudio五組、監督は『ミス・モノクローム -The Animation-』『探偵オペラ ミルキィホームズ Alternative ONE & TWO』でも監督を務めた岩崎良明がそれぞれ担当する。極力、原作や前作を知らなくても楽しめるように制作されている。
原作のストーリーを下敷きにしつつ、原作とは異なる目線からストーリーを追っており、アニメオリジナルのエピソードもある。第8話まではコルセイトでのドタバタコメディ、第9話以降は未踏遺跡をめぐる連続ドラマという構成。原作はマルチエンディング形式であるが、アニメ版のエンディングは原作の通常エンドに近い形となり、そこから先の解釈は視聴者に任せられている。
原作及びアニメはエスカとロジーの2人が主人公だが、アニメのターゲットを考慮した結果として、アニメ版ではエスカ視点として描かれてる。
アトリエシリーズのアニメ化プロジェクトは、始まりから放送まで2年以上を要した。現在継続中のシリーズを盛り上げていく役割を担ってもらうという考えから『エスカ&ロジーのアトリエ』がアニメ化され、結果的にアニメ版は前作の移植版『アーシャのアトリエPlus』と、次回作『シャリーのアトリエ』の橋渡しをするような形となっている。１１話ではニオの回想だがアーシャが登場し、最終話では1カットのみ、『シャリーのアトリエ』の主人公たちが登場する。

### スタッフ
- 原作・音楽 - ガスト
- 監督 - 岩崎良明
- シリーズ構成 - 浦畑達彦
- キャラクター原案 - 左
- キャラクターデザイン - 中野圭哉
- モンスターデザイン - 岩永悦宜
- プロップデザイン - 樋口聡美、コレサワシゲユキ
- 美術監督 - 柴田千佳子
- 色彩設計 - 松岡珠江
- 撮影監督 - 赤松康裕
- 編集 - 後藤正浩
- CGIディレクター - 高橋将人
- 音楽制作 - 柳川和樹、浅野隼人
- 音響監督 - 明田川仁
- プロデューサー - 細井順三、渡辺旭、石原良一、高篠秀一
- アニメーションプロデューサー - 柴田知典
- アニメーション制作 - Studio五組
- 製作 - エスカ&ロジーのアトリエ製作委員会（ガスト、コーエーテクモゲームス、ポニーキャニオン、創通）

### 主題歌（アニメ）
オープニングテーマ「アスイロ」
作詞 - 花野十三 / 作曲・編曲 - 浅野隼人 / 歌 - 村川梨衣
エンディングテーマ「ふゆみどり」
作詞 - 花野十三 / 作曲・編曲 - 柳川和樹 / 歌 - 霜月はるか

### 各話リスト
| 話数   | サブタイトル              | 脚本     | 絵コンテ        | 演出         | 作画監督                                                                | 総作画監督        | 放送日         |
| ------ | ------------------------- | -------- | --------------- | ------------ | ----------------------------------------------------------------------- | ----------------- | -------------- |
| 第1話  | ようこそアトリエへ!       | 浦畑達彦 | 岩崎良明        | 青柳隆平     | 滝吾郎、輿石暁 ハン・ミンギ                                             | -                 | 2014年 4月10日 |
| 第2話  | 魔法使いってなんですか?   | 冨田頼子 | 中山岳洋        | 村田尚樹     | 藤原未来夫                                                              | -                 | 4月17日        |
| 第3話  | 私だって戦います!         | 浦畑達彦 | 吉田泰三        | 小野田雄亮   | 北原章雄、洪錫杓 谷口繁則                                               | -                 | 4月24日        |
| 第4話  | たるです!しっぽです!      | 髙橋龍也 | 加瀬充子        | 石井和彦     | 飯塚正則                                                                | -                 | 5月1日         |
| 第5話  | 私、先輩になりました!     | 冨田頼子 | サトウシンジ    | サトウシンジ | 関口雅浩、松原栄介                                                      | -                 | 5月8日         |
| 第6話  | おいしいデザートど〜れだ? | 浦畑達彦 | 田所修          | 西村博昭     | 冨谷美香、能海知佳 本多みゆき                                           | -                 | 5月15日        |
| 第7話  | なにがなんだかリンカさん! | 高橋龍也 | 比嘉直          | セトウケンジ | 小澤円、武智敏光 松原栄介、三宅雄一郎 ハンミンギ                        | -                 | 5月22日        |
| 第8話  | アツアツ? 温泉旅行です!   | 冨田頼子 | 中野英明        | 中野英明     | 一ノ瀬結梨、重松晋一 服部益実、関口雅浩 松原栄介                        | -                 | 5月29日        |
| 第9話  | ガーン! 夢がとられちゃう! | 浦畑達彦 | 加瀬充子 祝浩司 | 小野田雄亮   | 北原章雄、林眞煜 李相振、金大勳                                         | 横松雄馬 片岡英之 | 6月5日         |
| 第10話 | あきらめないで!           | 高橋龍也 | 西澤晋          | 藏本穂高     | 奥野浩行、はっとりますみ 松原栄介、金海淑 金奉徳、車尚訓 韓旻基、金永範 | 横松雄馬 片岡英之 | 6月12日        |
| 第11話 | あこがれの未踏遺跡です!   | 冨田頼子 | 加瀬充子        | 西村博昭     | 都竹隆治、安田祥子 森悦人、はっとりますみ 池原百合子、井前隆生          | 横松雄馬 片岡英之 | 6月19日        |
| 第12話 | 私たちの約束です!         | 浦畑達彦 | 中山岳洋        | 村田尚樹     | 大高雄大、嵩本樹 はっとりますみ、重松晋一 猪飼一幸、ABOUT17             | 横松雄馬 片岡英之 | 6月26日        |

### 放送局
| 放送地域 | 放送局             | 放送期間                | 放送日時                     | 放送系列       | 備考                             |
| -------- | ------------------ | ----------------------- | ---------------------------- | -------------- | -------------------------------- |
| 東京都   | TOKYO MX           | 2014年4月10日 - 6月26日 | 木曜 22:00 - 22:30           | 独立局         |                                  |
| 兵庫県   | サンテレビ         | 2014年4月11日 - 6月27日 | 金曜 1:30 - 2:00（木曜深夜） | 独立局         |                                  |
| 京都府   | KBS京都            | 2014年4月11日 - 6月27日 | 金曜 1:30 - 2:00（木曜深夜） | 独立局         |                                  |
| 愛知県   | テレビ愛知         | 2014年4月11日 - 6月27日 | 金曜 2:35 - 3:05（木曜深夜） | テレビ東京系列 |                                  |
| 日本全域 | BS日テレ           | 2014年4月14日 - 6月30日 | 月曜 0:00 - 0:30（日曜深夜） | BS放送         |                                  |
| 日本全域 | ニコニコ生放送     | 2014年4月14日 - 6月30日 | 月曜 0:30 - 1:00（日曜深夜） | ネット配信     |                                  |
| 日本全域 | バンダイチャンネル | 2014年4月14日 - 6月30日 | 月曜 12:00 更新              | ネット配信     | 見放題サービス利用者は全話見放題 |
| 日本全域 | dアニメストア      | 2014年4月14日 - 6月30日 | 月曜 12:00 更新              | ネット配信     | 見放題サービス利用者は全話見放題 |
| 日本全域 | ニコニコチャンネル | 2014年4月14日 - 6月30日 | 月曜 12:00 更新              | ネット配信     |                                  |
| 日本全域 | AT-X               | 2014年4月14日 - 6月30日 | 月曜 23:00 - 23:30           | CS放送         | リピート放送あり                 |

### BD / DVD
| 巻 | 発売日         | 収録話          | 規格品番   | 規格品番   |
| 巻 | 発売日         | 収録話          | BD         | DVD        |
| -- | -------------- | --------------- | ---------- | ---------- |
| 1  | 2014年7月16日  | 第1話 - 第2話   | PCXG-50391 | PCBG-52461 |
| 2  | 2014年8月6日   | 第3話 - 第4話   | PCXG-50392 | PCBG-52462 |
| 3  | 2014年8月29日  | 第5話 - 第6話   | PCXG-50393 | PCBG-52463 |
| 4  | 2014年9月17日  | 第7話 - 第8話   | PCXG-50394 | PCBG-52464 |
| 5  | 2014年10月24日 | 第9話 - 第10話  | PCXG-50395 | PCBG-52465 |
| 6  | 2014年11月28日 | 第11話 - 第12話 | PCXG-50396 | PCBG-52466 |

## CD
| 発売日        | タイトル                                                                                | 規格品番        |
| ------------- | --------------------------------------------------------------------------------------- | --------------- |
| 2013年6月26日 | エスカ&ロジーのアトリエ 〜黄昏の空の錬金術士〜 オリジナルサウンドトラック               | GUSTCD-10011〜3 |
| 2013年6月26日 | Twilight Sky                                                                            | GUSTCD-10014    |
| 2014年7月16日 | エスカ&ロジーのアトリエ 〜黄昏の空の錬金術士〜 オリジナルサウンドトラック the Animation | PCCG-90128      |

## インターネットテレビ
- 「エスカ＆ロジーのアトリエ〜黄昏の空の錬金術士〜」完成発表会! （ニコニコ生放送：2013年6月7日）
- 『エスカ＆ロジーのアトリエ〜黄昏の空の錬金術士〜』教えて岡村ディレクター!　質問生回答<ゲームの電撃チャンネル> （ニコニコ生放送：2013年6月14日）
- 「エスカ＆ロジーのアトリエ〜黄昏の空の錬金術士〜」カウントダウンファイナル前夜祭緊急生放送！ （ニコニコ生放送：2013年6月26日）
- ゲーム実況『エスカ＆ロジーのアトリエ』発売記念!ミッションクリアまで終わらない生放送　～岡村Dも出るよ!～ （ニコニコ生放送：2013年8月16日）
- 『シャリーのアトリエ 〜黄昏の海の錬金術士〜』 ＴＶアニメ『エスカ＆ロジーのアトリエ 〜黄昏の空の錬金術士〜』 完成記念発表会 （ニコニコ生放送：2014年6月26日）
- 「シャリーのアトリエ」発売直前＆ アトリエシリーズ アートギャラリー開催記念放送 （ニコニコ生放送：2014年7月12日）

TVアニメのキャスト出演
- TVアニメ「エスカ＆ロジーのアトリエ」＆ゲーム「シャリーのアトリエ」りえしょんのアトリエしょん 〜1たる目〜（ニコニコ生放送：2014年4月10日）
- TVアニメ「エスカ＆ロジーのアトリエ」＆ゲーム「シャリーのアトリエ」りえしょんのアトリエしょん 〜2たる目〜（ニコニコ生放送：2014年5月5日）
- TVアニメ「エスカ＆ロジーのアトリエ」＆ゲーム「シャリーのアトリエ」ことりのコトリエ　〜3たる目〜 （ニコニコ生放送：2014年5月19日）
- TVアニメ「エスカ＆ロジーのアトリエ」＆ゲーム「シャリーのアトリエ」りえしょんのアトリエしょん 〜4たる目〜（ニコニコ生放送：2014年6月5日）
- TVアニメ「エスカ＆ロジーのアトリエ」＆ゲーム「シャリーのアトリエ」りえしょんのアトリエしょん 〜5たる目〜（ニコニコ生放送：2014年6月26日）
- TVアニメ「エスカ＆ロジーのアトリエ」＆ゲーム「シャリーのアトリエ」りえしょんのアトリエしょん 〜6たる目〜（ニコニコ生放送：2014年7月17日）
- TVアニメ「エスカ＆ロジーのアトリエ」＆ゲーム「シャリーのアトリエ」りえしょんのアトリエしょん番外編 〜【ルシルのアロリエ】〜（ニコニコ生放送：2014年8月28日）